# アレクサンドレ・カズベギ
アレクサンドレ・カズベキ（グルジア語：ალექსანდრე ყაზბეგი、英語：Aleksandre Q’azbegi、1848年 – 1893年）はジョージアの作家。
代表作は『父親殺し』（グルジア語: მამის მკვლელი）。

## 略歴
アレクサンドレ・カズベギはジョージアの封建領主の曾孫として1848年にステパンツミンダに生まれる。祖父にジョージアの貴族・軍人であるガブリエル・カズベギを持つ。カズベギはトビリシ、サンクトペテルブルク、モスクワで学び、帰郷。地元の人々の生活を経験するために羊飼いとなる。その後ジャーナリストとして活動し、小説家・劇作家に転じた。晩年は精神病に苦しみ、トビリシで死去。死後、棺は故郷カズベギ（現在のステパンツミンダ）に移された。現在、棺はステパンツミンダのステパンツミンダ歴史博物館で保管されている。

## 書誌情報
- 三輪智惠子訳『アレクサンドレ・カズベギ作品選』、成文社、2017年6月、ISBN-978-4865200232